# Wyścig Turcji WTCC
Wyścig Turcji WTCC – runda World Touring Car Championship rozgrywana w latach 2005–2006 na torze Istanbul Park w azjatyckiej części Stambułu w Turcji. Wyścig Turcji zaplanowany w sezonie 2007 został odwołany i w jego zastępstwie zorganizowano Wyścig Szwecji na torze Scandinavian Raceway. Wszystkie cztery wyścigi wygrali Włosi, w tym dwa Gabriele Tarquini.

## Zwycięzcy
| Sezon | Kierowca                      | Samochód       | Zespół                 | Lokalizacja   | Wyniki |
| ----- | ----------------------------- | -------------- | ---------------------- | ------------- | ------ |
| 2005  | Wyścig 1: Fabrizio Giovanardi | Alfa Romeo 156 | Alfa Romeo Racing Team | Istanbul Park | Wyniki |
| 2005  | Wyścig 2: Gabriele Tarquini   | Alfa Romeo 156 | Alfa Romeo Racing Team | Istanbul Park | Wyniki |
| 2006  | Wyścig 1: Alessandro Zanardi  | BMW 320si      | BMW Team Italy-Spain   | Istanbul Park | Wyniki |
| 2006  | Wyścig 2: Gabriele Tarquini   | SEAT León      | SEAT Sport             | Istanbul Park | Wyniki |